# Föreningen för kvinnans politiska rösträtt i Halmstad
Föreningen för kvinnans politiska rösträtt i Halmstad, även kallad Halmstadsföreningen för kvinnans politiska rösträtt, var Halmstads lokalförening inom Landsföreningen för kvinnans politiska rösträtt (LKPR). Föreningen var verksam lokalt i Halmstad 24 april 1903–1921, och arbetade för införandet av kvinnors rösträtt i Sverige.
Bland aktiviteterna fanns föredrag, samkväm, insamling av medel och förhandlingar om samarbete med andra organisationer. 
1908 rapporterades: 
"Flera av föreningens medlemmar besökte höstens valmöten. Högermötets kandidat interpellerades på valmötet av ordföranden. Vänsterkandidaten, som blev vald till riksdagsman, upptog kvinnans politiska rösträtt i sitt program. Valupprop insändes till båda tidningarna före stadsfull-mäktigevalet i december. Den socialpolitiska upplysningsverksamheten har under året bedrivits genom cirkulerande bibliotek. Lokalpressen har i allmänhet förhållit sig passiv.".
1916 distribuerades 2 000 exemplar av "De som döma oss" för att öka intresset för frågan.

## Ordförande
- Anna Ljungberg, 1904–1921